# Conirostrum bicolor
Conirostrum bicolor е вид птица от семейство Тангарови (Thraupidae). Видът е почти застрашен от изчезване.

## Разпространение
Видът е разпространен в Бразилия, Венецуела, Гвиана, Еквадор, Колумбия, Перу, Суринам, Тринидад и Тобаго и Френска Гвиана.